# Mistrzostwa Europy w Piłce Ręcznej Kobiet 2026
Ten artykuł dotyczy przyszłego wydarzenia sportowego. Informacje w nim zawarte zmienią się w przyszłości.
Mistrzostwa Europy w Piłce Ręcznej Kobiet 2026 – siedemnaste mistrzostwa Europy w piłce ręcznej kobiet, oficjalny międzynarodowy turniej piłki ręcznej o randze mistrzostw kontynentu organizowany przez EHF, mający na celu wyłonienie najlepszej żeńskiej reprezentacji narodowej w Europie zaplanowane do rozegrania w dniach od 3 do 20 grudnia 2026 roku. W turnieju wezmą udział dwadzieścia cztery zespoły, a po raz pierwszy gospodarzem będzie pięć państw – Polska, Rumunia, Czechy, Słowacja i Turcja.

## Wybór organizatora
Pod koniec kwietnia 2020 roku Europejska Federacja Piłki Ręcznej ogłosiła, że gospodarz mistrzostw zostanie wybrany w listopadzie 2021 roku podczas nadzwyczajnego Kongresu zorganizowanego z okazji trzydziestolecia tej organizacji. Do 1 listopada 2020 roku EHF przyjmowała wstępne zainteresowania organizacją turnieju, w wyznaczonym terminie wpłynęły trzy propozycje – dwie kandydatury pojedynczych państw i jedna wspólna. Jednocześnie federacja ustaliła ramy czasowe wyboru organizatora – zgodnie z nim ostateczny termin składania oficjalnych aplikacji upływał 1 maja 2021 roku, zaś decyzja, po przeprowadzonych inspekcjach i zatwierdzeniu kandydatur przez Zarząd EHF, miała zostać podjęta 19 listopada 2021 roku. W przesuniętym, z uwagi na opóźnienia w przekazywaniu dokumentów, na 10 maja 2021 roku terminie złożono dwie oficjalne aplikacje – rosyjską oraz wspólną duńsko-szwedzko-norweską. W październiku 2021 roku propozycja skandynawska została wycofana, zatem na listopadowym nadzwyczajnym Kongresie EHF została zaakceptowana kandydatura Rosji. Organizatorzy wyznaczyli do przeprowadzenia zawodów cztery hale – po dwie w Moskwie i Petersburgu – z których jedna nie przeszła pozytywnie inspekcji EHF.
Z uwagi na trwającą inwazję Rosji na Ukrainę komitet wykonawczy EHF pod koniec czerwca zdecydował o odebraniu Rosji praw do organizacji turnieju. Wstępne zainteresowanie w sierpniu tego roku zadeklarowały trzy związki samodzielnie oraz dwa wspólnie – Rumunia, Hiszpania i Turcja oraz Czechy wraz z Polską – termin składania oficjalnych aplikacji wyznaczono na 25 października, zaś decyzja, po przeprowadzonych inspekcjach i zatwierdzeniu kandydatur przez Zarząd EHF, miała zostać podjęta 27 stycznia 2024 roku. W wyznaczonym terminie wpłynęły trzy kandydatury: wcześniej sygnalizowane polsko-czeska oraz turecka, natomiast Rumunia połączyła siły ze Słowacją. Według doniesień prasowych żadna z kandydatur nie spełniała warunków postawionych przez europejski związek, dlatego została przygotowana propozycja kompromisowa zakładająca organizację zawodów przez wszystkie pięć państw w fazie wstępnej, faza zasadnicza w Polsce i Rumunii oraz finały w jednym z tych krajów. Na początku marca 2024 roku propozycja ta została zaakceptowana przez komitet wykonawczy EHF, który dodatkowo wskazał katowicki Spodek na arenę meczów o medale.

## Zespoły
| Kraj     | Strefa kwalifikacyjna | Mistrzostwa 2024 |
| -------- | --------------------- | ---------------- |
| Polska   | Gospodarz             | 9. miejsce       |
| Rumunia  | Gospodarz             | 11. miejsce      |
| Czechy   | Gospodarz             | 15. miejsce      |
| Słowacja | Gospodarz             | 24. miejsce      |
| Turcja   | Gospodarz             | 20. miejsce      |
| Norwegia | Mistrzostwa 2024      | 1. miejsce       |
| Dania    | Mistrzostwa 2024      | 2. miejsce       |
| Węgry    | Mistrzostwa 2024      | 3. miejsce       |